# Synagoge (Merzig)

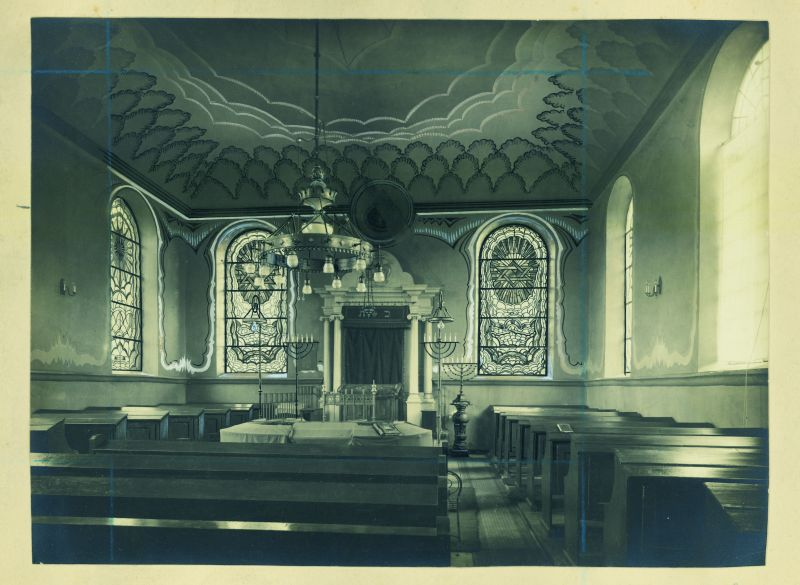
Innenansicht der Synagoge Merzig um 1923

Die Synagoge Merzig wurde im Jahr 1842 erbaut. Sie stand in Merzig an der Ecke Rehstraße (heutige Synagogenstraße) / Neustraße. Während der Novemberpogrome 1938 wurde sie in Brand gesetzt und zerstört. Die Ruine wurde 1940/41 abgerissen. Hier befindet sich heute eine Gedenkstätte für die Synagoge.

## Geschichte
Einen Betsaal gab es bereits vor 1729. Dies legt ein Urteil vom 5. Dezember 1729 nahe. Darin werden drei Mitglieder der jüdischen Gemeinde wegen der nichtgenehmigten Errichtung einer Synagoge zu Geldstrafen verurteilt und der Abriss derselben sowie die Konfiszierung des Inventars angeordnet.  Nach diesem Zeitpunkt, vermutlich um 1780, wurde dann ein Betsaal im oberen Stockwerk eines Gebäudes in der heutigen Querstraße 5 bis 7 eingerichtet. 1838 wurde, da der vorhandene Betsaal nicht mehr ausreichte, mit den Planungen für den Bau einer neuen Synagoge begonnen. Diese wurde zwischen 1841 und 1842 errichtet und im Juli 1842 eingeweiht. Zwischen 1921 und 1922 wurde die Synagoge renoviert und modernisiert. Der Maler Max Lazarus übernahm dabei die Neugestaltung sowohl der Fenster der Synagoge, als auch der Decken- und Wandmalereien. Bei den Novemberpogromen 1938 wurde die Synagoge in Brand gesetzt und zerstört. 1940/41 wurden die Reste abgerissen und eine Baracke mit einem Kindergarten der NSDAP darauf errichtet. Im Jahr 1961 wurde eine Gedenktafel an der Stelle, an der die Synagoge stand, aufgestellt. Die Inschrift lautet:
Hier stand das im November 1938 beschädigte und im November 1944 zerstörte ehrwürdige Gotteshaus der Israelitischen Gemeinde Merzig
Da dies nicht den historischen Tatsachen entsprach, wurde im Jahr 2005 folgender Zusatz auf der Rückseite angebracht:
Die Synagoge wurde in der Pogromnacht im November 1938 zerstört und die Ruine später abgerissen. Das Haus des Kantors fiel einem Bombenangriff im November 1944 zum Opfer.
Im Jahr 1975 wurde die Synagogengedenkstätte neugestaltet. Im Zusammenhang mit dieser Maßnahme beschloss der Stadtrat die Umbenennung der Rehstraße in Synagogenstraße.

## Jüdische Gemeinde Merzig
Erste Hinweise dafür, dass Juden in Merzig lebten, gehen in das erste Drittel des 14. Jh. zurück. Im Jahr 1740 wurde ein jüdischer Friedhof angelegt auf dem, neben den Mitgliedern der jüdischen Gemeinde Merzig, auch die Verstorbenen aus den jüdischen Filialgemeinden Brotdorf und Hilbringen beigesetzt wurden. Ab 1823 verfügte die Gemeinde auch über eine Schule in der sich auch die Wohnung des Lehrers befand. Die Zahl der in Merzig ansässigen Mitgliedern der jüdischen Gemeinde stieg bis zum Ende des 19. Jh. stetig an. Von da an nahm die Zahl ab. Nach dem Volksentscheid 1935 und dem damit verbundenen Anschluss des Saargebietes an das Deutsche Reich emigrierten die meisten jüdischen Einwohner. Weil die Gemeinde im Jahr 1936 nur noch 16 Mitglieder hatte, verlor sie den Staus als selbstständige Synagogengemeinde. Die letzten jüdischen Einwohner wurden bei der „Wagner-Bürckel-Aktion“ im Oktober 1940 in das Internierungslager Camp de Gurs deportiert.
Wie viele Angehörige der jüdischen Gemeinde, die in Merzig geboren wurden oder dort fest oder vorübergehend wohnten, in der Zeit des Nationalsozialismus getötet wurden, lässt sich nicht genau beziffern. Die Zentrale Datenbank der Namen der Holocaustopfer Yad Vashem und das Gedenkbuch – Opfer der Verfolgung der Juden unter der nationalsozialistischen Gewaltherrschaft 1933–1945 liefern hier unterschiedliche Ergebnisse.

### Entwicklung der jüdischen Einwohnerzahl
| ca. 1700  |     | 5  |
| 1731      |     | 8  |
| 1768      |     | 5  |
| 1782      |     | 12 |
| 1808      | 83  |    |
| 1816      | 131 |    |
| 1833      | 138 |    |
| 1843      | 182 |    |
| 1846      | 223 |    |
| 1849      | 328 |    |
| 1885      | 223 |    |
| ca. 1900  | 280 |    |
| 1920      | 235 |    |
| 1930      | 204 |    |
| 1936      | 16  |    |
| 1938      | 14  |    |
| Ende 1940 | 0   |    |
| 1.        |     |    |

Quelle:  Die Synagogengemeinden des Kreises Merzig